# Außig
Außig ist ein Ortsteil der Gemeinde Cavertitz im Landkreis Nordsachsen in Sachsen. Am 1. Juli 1950 wurde der bis dahin selbständige Ort nach Schirmenitz eingemeindet.

## Geografie und Verkehrsanbindung
Der Ort liegt nordöstlich des Kernortes Cavertitz an der B 182 und an der Dahle. Östlich des Ortes fließt die Elbe und verläuft die Landesgrenze zu Brandenburg, südwestlich fließt die Tauschke.

## Geschichte
Am 20. Juli 1950 wurde die Gemeinde Außig aus dem Landkreis Torgau in die Gemeinde Schirmenitz eingemeindet.

## Kulturdenkmale
In der Liste der Kulturdenkmale in Cavertitz sind für Außig vier Kulturdenkmale aufgeführt.